# Ерденебатин Цендбаатар
Ерденебатин Цендбаатар (16 жовтня 1996) — монгольський професійний боксер, призер чемпіонату світу серед аматорів, чемпіон Азії та Азійських ігор.

## Аматорська кар'єра
На Олімпійських іграх 2016 Ерденебатин Цендбаатар виступав у легшій вазі і у перших боях переміг Бенсон Н'янгіру (Кенія) та Дмитра Асанова (Білорусь), а у чвертьфіналі програв Шакуру Стівенсону (США).
Після Олімпіади 2016 перейшов до легкої ваги. На Азійських іграх 2018 став чемпіоном у категорії до 60 кг, здобувши чотири перемоги. На чемпіонаті Азії 2019 став чемпіоном, здобувши п'ять перемог.
На чемпіонаті світу 2019 завоював бронзову медаль у категорії до 57 кг.
- В 1/16 фіналу переміг Мунарбека Сейтбека Юлу (Киргизстан) — 5-0
- В 1/8 фіналу переміг Роланда Галоша (Угорщина) — 5-0
- У чвертьфіналі переміг Курта Волкера (Ірландія) — 5-0
- У півфіналі програв Міразізбеку Мірзахалілову (Узбекистан) — 0-5

На чемпіонаті Азії 2021 знов став чемпіоном у категорії до 60 кг, здобувши три перемоги.
На Олімпійських іграх 2020, які пройшли в Токіо у липні—серпні 2021 року, виступав у категорії до 57 кг і у перших боях переміг Нік Окот (Кенія) та Нгуен Ван Дуонь (В'єтнам), а у чвертьфіналі програв Альберту Батиргазієву (Російська команда) — 2-3.

## Професіональна кар'єра
Впродовж 2018—2022 років провів чотири переможних боя на професійному рингу. 23 лютого 2023 року провів перший бій у США. Став відомим для більшості американських шанувальників боксу через те, що під час підготовки Раяна Гарсії за дві неділі до бою з Джервонтою Девісом завдав Раяну ушкодження ударом по корпусу. Після розголосу цього прикрого для Гарсії випадку Цендбаатар отримав звпрошення у тренувальний табір Девіна Хейні, який готувався до бою з Василем Ломаченко.